# Nizozemsko na Zimních olympijských hrách 1980
Nizozemsko na Zimních olympijských hrách 1980 reprezentovalo 29 sportovců (25 mužů a 4 ženy) v 2 sportech.

## Medailisté
| Medaile | Jméno             | Sport          | Disciplína    |
| ------- | ----------------- | -------------- | ------------- |
| Zlato   | Annie Borckinková | Rychlobruslení | Ženy 1 500 m  |
| Stříbro | Piet Kleine       | Rychlobruslení | Muži 10 000 m |
| Stříbro | Ria Visserová     | Rychlobruslení | Ženy 1 500 m  |
| Bronz   | Lieuwe de Boer    | Rychlobruslení | Muži 500 m    |